# Ophiothrix deposita
Ophiothrix deposita är en ormstjärneart som beskrevs av Jean Baptiste François René Koehler 1904. Ophiothrix deposita ingår i släktet Ophiothrix och familjen Ophiothrichidae. Inga underarter finns listade i Catalogue of Life.